# Óscar Creydt
Óscar Adalberto Federico Creydt (San Miguel, 6 de noviembre de 1906-Buenos Aires, 1987) fue un abogado, profesor, político y escritor paraguayo.

## Biografía
Nació en la ciudad de San Miguel, en el departamento paraguayo de Misiones, de padre alemán, Augusto C. Creydt Meyer, y madre paraguaya, Baltasara Abelenda.
En 1916 se fue a vivir a Hamburgo, lugar en el cual cursa todos sus estudios primarios, en el Real Gimnasium De Johannoni Johaneum.
En 1919, regresa al Paraguay, donde estudia en el Colegio Nacional de la Capital.

### Estudios universitarios y militancia
Estudia en la Facultad de Derecho de la Universidad Nacional de Asunción, donde participa activamente en la política estudiantil universitaria. Es electo en 1923 presidente de la Federación de Estudiantes del Paraguay.
Es uno de los promotores de la reforma universitaria en el Paraguay, inspirada en la Reforma Universitaria de Córdoba, de 1918.
Bajo su influencia, empieza a formarse un movimiento de jóvenes estudiantes revolucionarios.Viaja a la URRS para realizar trabajo teóricos sobre la realidad del Paraguay 
En 1928, obtiene el título de Doctor en Leyes, con la tesis "El Estado de Sitio". También, ese mismo año publica su libro "El Derecho de Expulsión ante el derecho Internacional, Constitucional, Administrativo y Penal", cuyo prólogo fue escrito por el célebre Alfredo Palacios.

### Inicios en la política
Junto con Obdulio Barthe, participa del Movimiento de Reforma Universitaria en 1928, y del Nuevo Ideario Nacional, en 1929, que se convierte en el eje del movimiento juvenil revolucionario.
En 1929, participa de un acto político en Villarrica, donde es apresado por primera vez, y enviado nuevamente a Asunción. Durante ese año, participa de varios círculos políticos donde critica, entre otros, a Natalicio González, y a otros políticos conservadores. También intercambia correspondencia con Sacco y Vanzetti, y proclama la necesidad de "organizar un movimiento de masas desde abajo".

### 1930: vital para la formación comunista de Creydt
En 1930, es apresado en Asunción, por su militancia revolucionaria, y luego desterrado a Clorinda.
Viaja a Buenos Aires, donde conoce a Rodolfo Ghioldi, del Partido Comunista Argentino. Por primera vez, se interesa seriamente en el Marxismo.
De la capital argentina, pasa a Montevideo, donde se vincula con Luís Carlos Prestes, conocido marxista brasileño.
Luego, viaja al Brasil, donde se aloja en la casa de un poeta vinculado con el comunismo brasileño. Ahí, se empapa de las obras de Marx, Engels, y Lenin. Llega a la conclusión de que el Paraguay necesita un Partido Comunista, que de hecho, ya se había fundado en 1928.

### 1931-1934: vuelta al Paraguay
En 1931, vuelve al Paraguay, y propone a la juventud del Nuevo Ideario Nacional la reconstrucción del Partido Comunista.
En 1933, Funda Partido Comunista Paraguayo, 

### Reorganización y Revolución de Febrero
En 1935, ya finalizada la Guerra del Chaco, organiza el primer comité del PCP, en la Sección de Calderas, de la empresa de electricidad y tranvías CALT.
Óscar Creydt consideró a la Revolución Febrerista de 1936 como la "primera revolución del Paraguay".
Participa de la fundación de la Confederación Nacional del Trabajo.
En Buenos Aires, se reúne con Anselmo Jover Peralta, ministro del gobierno revolucionario. Este le propone la fusión del PCP con el Partido Nacional Revolucionario, de Rafael Franco, en uno solo "socialista".
Creydt rechaza esa moción, a pesar del visto bueno de Obdulio Barthe, otro dirigente comunista de la época.
A la caída del gobierno de Rafael Franco, en 1937, es obligado a exiliarse de nuevo en la Argentina. Recibe amenazas de muerte por parte del grupo militar Frente de Guerra, y es por eso que su hermana, y Cecilio Báez, le gestionan el exilio en México. Ahí, dicta clases en la UNAM, durante un año. Viaja también por Perú y Chile, para colaborar con la Internacional Comunista, dirigida por Dimitrov.

### Exilio y Secretariado-General
En 1946, retorna al país junto a otros dirigentes del Partido Comunista Paraguayo, donde participa vigorosamente de la Primavera democrática.
En la clandestinidad, después de la Guerra Civil de 1947, participa en el periódico Adelante, tratando de impulsar las luchas de masas.
En el año 1953, es elegido como Secretario-General del PCP, cargo que ejerció hasta 1965.
En 1954, cuando Alfredo Stroessner toma el poder, Creydt define al golpe de Estado como régimen militar-policial anti-nacional".
En el año 1955, estando en Buenos Aires, lanza el periódico Unidad Paraguaya, que se convierte en el órgano periodístico del PCP en el exterior.
En 1958, estando en Asunción, apoya la gran Huelga general. El año siguiente, escribe varios trabajos para el partido, y organiza al grupo guerrillero Frente Unido de Liberación Nacional (FULNA), que tiene como objetivo luchar contra la dictadura.

### Distanciamiento de la URSS
En el año 1960, el doctor Creydt critica la posición de otros miembros del PCP, como Obdulio Barthe, y Cañete, que apoyan el "camino pacífico de la revolución", lanzado por Jrushchov, en el XX congreso del PCUS. 

### Visita a Vietnam y alejamiento definitivo de la URSS
En 1965, Creydt abandona el cargo de secretario-general del partido. Ese mismo año, visita Vietnam, donde puede observar el sufrimiento del pueblo vietnamita. También estudia la forma en que se organiza la guerrilla. Después de ese viaje, vuelve a la URSS

### 1966 en adelante: trabajo literario y militancia
A partir de 1966, Oscar Creydt empieza a redactar varios trabajos para el partido, así también como críticas al revisionismo, que a su parecer, llevaba a cabo el PCUS.
En 1973, participa del congreso clandestino del PCP, en Asunción.
En ese periodo, toma contacto con dirigentes marxistas de todo el mundo, para intentar fortalecer la posición independiente en el seno del movimiento internacional comunista. También critica la posición de los dirigentes vietnamitas que deciden intervenir en Camboya.
Fallece en el año 1987, en Buenos Aires, dejando atrás largos años de militancia, y muchas obras.

## Obras
- El Derecho de Expulsión ante el Derecho Internacional Constitucional (1928)
- Nuevo Ideario Nacional (1929)
- La Crisis Nacional del Paraguay - en la revista "Claridad" de Buenos Aires (1931)
- Los Héroes Gemelos en la Mitologóa Guaraní (1946)
- Diplomacia Norteamericana y dictadura Fascista (1947)
- Programa de Liberación Nacional del Partido Comunista Paraguayo (1959)
- Formación Histórica de la Nación Paraguaya, Pensamiento y vida del autor (1963)
- El Camino Armado de la Revolución (1965)
- 1870-1970:¡Vencer o Morir! (1970)
- El Tratado Secreto Antinacional de Itaipú (1972)
- 7 de Noviembre - La Revolución Rusa es Nuestra, no de los traidores revisionistas (1972)
- Trabajar con las masas en la profundidad y a largo plazo (1974)
- Aspectos de la Actual Crisis Mundial (1979)
- Paraguay 1981 (1981)
- ¡Todos unidos contra el continuismo stronista! (1985)
- Del Universo Inconsciente a la Formación del Trabajador Consciente Racional (1986)